# Diego Jardel
Diego Jardel Koester (Águas Mornas, 26 dicembre 1989) è un calciatore brasiliano, centrocampista del Blumenau.

## Palmarès

### Club

#### Competizioni nazionali
- Campeonato Brasileiro Série B: 1

Botafogo: 2015

#### Competizioni statali
- Campionato Catarinense: 1

Brusque: 2022